# 진주휴게소
진주휴게소(晉州休憩所 / Jinju Service Area)는 경상남도 진주시 가호동에 위치한 남해고속도로의 휴게소이다. 부산 방향에서만 이용할 수 있다.

## 시설
- 화장실
- 식당
- 매점
- 내고장특산물
- 주차장
- 종합안내소
- 브랜드 매장 : 던킨 도너츠
- 정유소: EX-OIL,GS LPG충전소
- 현금 자동 입출금기

## 전후
| 다음 지점   | ← | 현재 지점  | ← | 이전 지점   |
| ----------- | - | ---------- | - | ----------- |
| 진주 분기점 | ← | 진주휴게소 | ← | 진주 나들목 |
| 사천휴게소  | ← | 진주휴게소 | ← | 문산휴게소  |